# Clorartinite
La clorartinite è un minerale. Cloruro analogo all'Artinite chiamata così dal mineralogista italiano, Ettore Artini (1866-1928).